# Torre di Rio Marina
La Torre di Rio Marina è una torre costiera situata nel comune di Rio, presso l'estremità meridionale della spiaggia di Rio Marina, nei pressi della foce del Fosso del Riale (toponimo dal latino rivus, «torrente»).
La torre è attestata da scarse fonti documentarie, ma la sua costruzione è dovuta al principe Jacopo V Appiano, come si legge in una lacunosa epigrafe marmorea murata all'esterno dell'edificio: «IACOB. V ARAG. APP. […] AD PROPULSAM [...]». La sua realizzazione si fa derivare dalla necessità di difendere i depositi di minerale ferroso provenienti dalla soprastante miniera di Rio Marina. La struttura, realizzata in pietra locale ed intonacata esternamente, è a planimetria esagonale. Nel 1882, in occasione della nascita del Comune di Rio Marina, fu realizzata una torretta sommitale corredata da un orologio. A breve distanza, in direzione sud, si trovava la batteria connessa alla torre. La torre è stata recentemente restaurata ed ospita attività culturali.